# Sankt Margarethen (Münchwilen)
Sankt Margarethen (toponimo tedesco) è una frazione del comune svizzero di Münchwilen, nel Canton Turgovia (distretto di Münchwilen).

## Storia

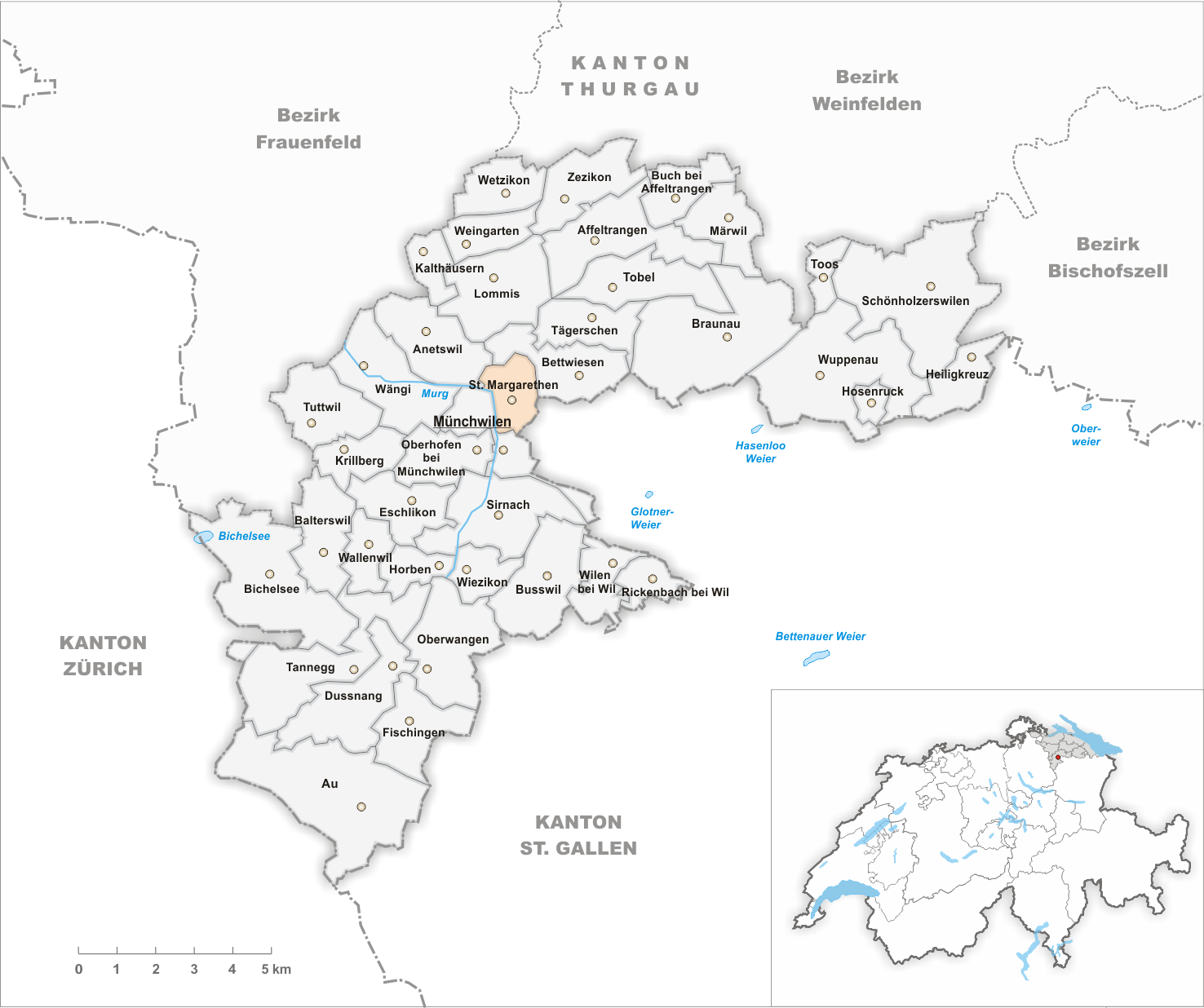
Il territorio del comune di Sankt Margarethen prima degli accorpamenti comunali del 1950

Già comune autonomo (Ortsgemeinde) che comprendeva anche le frazioni di Mörikon e Sedel, nel 1950 è stato aggregato al comune di Münchwilen assieme all'altro comune soppresso di Oberhofen bei Münchwilen.

## Monumenti e luoghi d'interesse

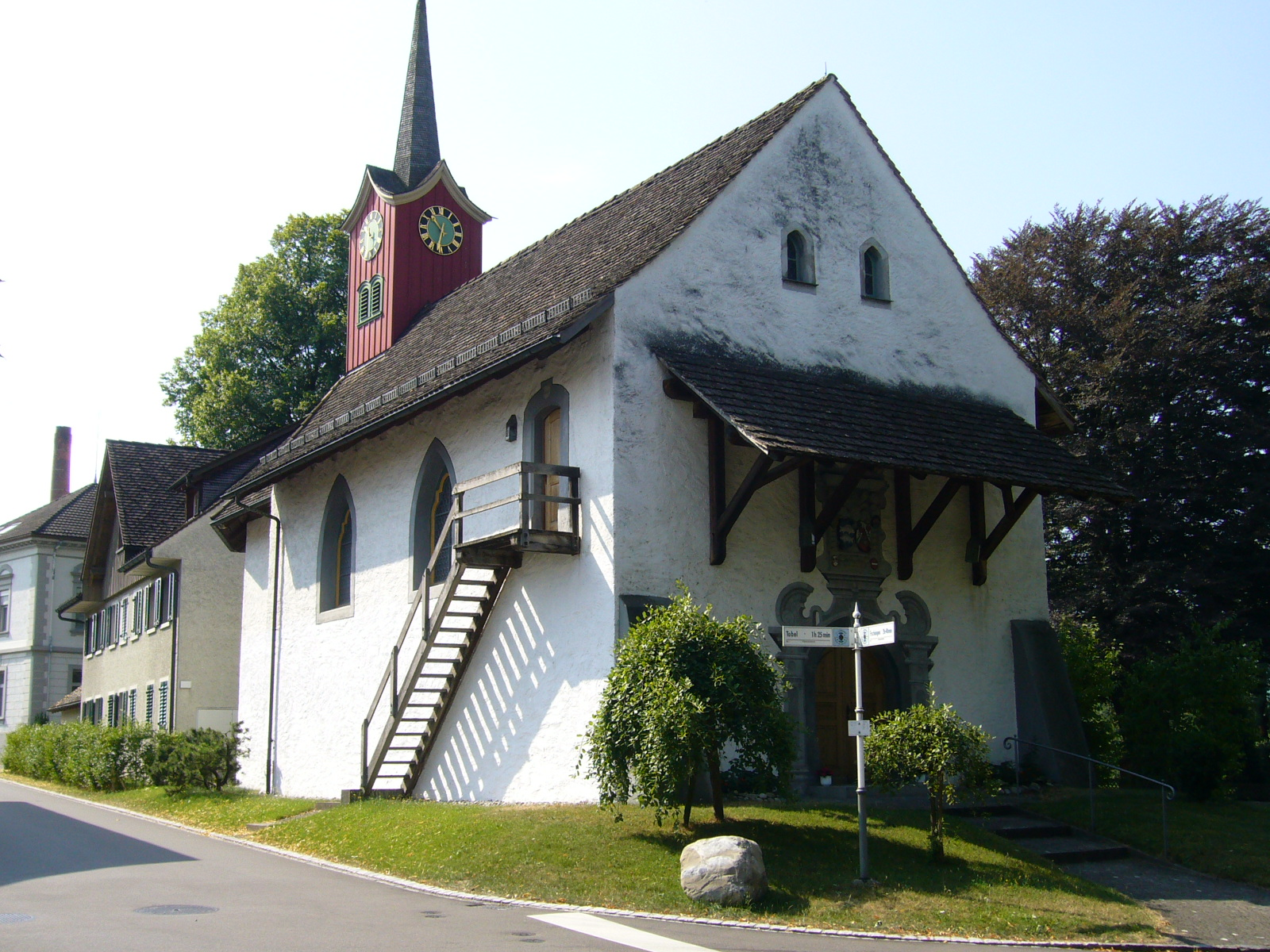
La cappella di Santa Margherita

- Cappella di Santa Margherita, eretta nel XVII secolo[1].

## Società

### Evoluzione demografica
L'evoluzione demografica è riportata nella seguente tabella:
Abitanti censiti

## Amministrazione
Ogni famiglia originaria del luogo fa parte del cosiddetto comune patriziale e ha la responsabilità della manutenzione di ogni bene ricadente all'interno dei confini della frazione.